# Lotus 97T
O 97T é um modelo de carro de Fórmula 1, projetado por Gérard Ducarouge e construído pela equipe Lotus para disputar a  temporada de 1985 da Fórmula 1. Foi pilotado por: Elio de Angelis e Ayrton Senna e foi responsável pela primeira vitória do Brasileiro na Fórmula 1.

## História
O Lotus 97T foi um carro de corrida da Fórmula 1 projetado por Gérard Ducarouge e construído pela Team Lotus para a temporada de fórmula 1 de 1985. Um desenvolvimento do Lotus 95T de 1984. O 97T possuia um motor V6 turbo 1.5L Renault, o pequeno V6 foi posicionado milimetricamente atrás do cockpit de maneira que o turbocompressor recebesse todo o fluxo de ar da tomada direita e comprimisse o máximo de volume para as câmaras de compressão produzia até cerca de 800 cv (597 kW; 811 PS) nas corridas e nas classificações chegava aos 1200 CV. A transmissão era do tipo trans-eixo – manual de cinco marchas, completava o conjunto mecânico.
O 97T tinha um design geralmente simples, usava elementos do projeto Lotus 96T Indycar extinto, na aerodinâmica com outra peça de design Lotus: uma forma inicial de bargeboards. Eles foram colocados entre as rodas dianteiras e as laterais, melhorando o fluxo de ar ao redor da lateral do carro. Ducarouge também contornou a proibição dos “winglets” vistos nas asas traseiras dos carros de 1984, colocando-os nas bordas traseiras dos side pods.O patrocínio veio da empresa de cigarros John Player Special, da petrolífera francesa Elf (combustível do fornecedor oficial de motores Renault) e das Câmeras Olympus, o carro usava pneus Goodyear e foi eleito pela revista motorsport.com um dos 50 carros mais bonitos de todos os tempos da Fórmula 1.
A maior estratégia da Lotus para 1985 foi a contratação da estrela em ascensão Ayrton Senna, que vinha da  equipe Toleman, para substituir o ex-piloto de equipe Nigel Mansell, que iria deixar a equipe. Senna, o primeiro piloto contratado pela equipe desde a morte de Colin Chapman, fez parceria com o italiano Elio de Angelis, que terminou em terceiro no campeonato de pilotos da temporada anterior e teve muitos resultados promissores com o 95T.
O carro não era confiável e apesar dos inúmeros abadonos na temporada, 7 de Ayrton Senna e 3 de Elio de Angelis, se mostrou competitivo, levando 8 poles, 7 com Senna e 1 com Angelis, e 3 vitórias. A primeira de Senna foi no Grande Prêmio de Portugal, onde venceu com mais de um minuto de vantagem em condições de chuva. A segunda aconteceu no Grande Prêmio da Bélgica, em Spa, realizado em condições úmidas/secas. De Angelis somou uma terceira vitória (sua segunda e última vitória na F1, ambas para a Lotus) no Grande Prêmio de San Marino depois que o vencedor original Alain Prost ( McLaren ) foi desqualificado uma hora após a corrida terminar devido ao seu combustível McLaren – TAG sendo 2 kg abaixo do peso.
Com 540 quilos e uma distribuição de peso exemplar o carro tinha o melhor chassi da temporada; também tinha a suspensão mais bem projetada daquele ano; embora sua aerodinâmica fosse inferior à do carro da McLaren naquele ano. Como resultado de ter o melhor chassi, teve o melhor desempenho em circuitos lentos e apertados como Mônaco, Montreal, Detroit e Adelaide, embora o motor Renault, apesar de suave e flexível, tivesse problemas de confiabilidade e queda de potência comparado aos concorrentes da BMW  e Honda, mas equilibrado com as unidades Ferrari e Porsche. Senna, em particular, teve uma série de azares no meio da temporada, incluindo um grande acidente no Grande Prêmio da França, em Paul Ricard, onde ele partiu a quase 320 km/h indo para a Courbe de Signes no final da reta Mistral de 1,8 km; e ele abandonou muitas vezes enquanto liderava, o que lhe custou uma chance de disputar o campeonato mundial. Eventualmente, a Lotus terminou em quarto no Campeonato de Construtores, embora empatada em pontos com Williams, que terminou em terceiro lugar devido ao seu maior número de vitórias em corridas.
No total, o Lotus 97T marcou três vitórias, dois segundos lugares e quatro terceiros lugares. O carro também conseguiu oito pole positions e três voltas mais rápidas.
O carro marcou o início de um breve retorno aos dias de sucesso dos anos 1960 e 1970 para a Lotus, que foi continuado pela 98T de 1986 e do Honda 99T, de 1987.
O 97T de Senna foi adicionado ao Gran Turismo 6 de 2014, de maio como parte do novo recurso do jogo “Ayrton Senna Tribute” em duas texturas: a dourada (idêntica à do 97T de De Angelis além do número do piloto e nome) e uma decoração “Team Lotus Special” apenas no jogo (que foi usada em vez de “John Player Special” devido aos regulamentos de publicidade ao tabaco).

#### Na pista
O 97T não era um carro sobrenatural, capaz de dar condições para a equipe defender o título de 1985. Senna fez sua estreia na Lotus do GP do Brasil, largando na segunda fila, na quarta posição. No entanto, uma falha elétrica tirou o brasileiro da prova na volta de número 48. Seu companheiro de equipe, o italiano Elio de Angelis, terminou em terceiro, atrás de da Ferrari de Michelle Alboreto e da McLaren de Alain Prost.
Na prova seguinte, em Estoril, Ayrton conseguiu a primeira vitória e voltaria a vencer novamente no GP da Bélgica, no lendário circuito de Spa-Francorchamps. A terceira vitória da Lotus, em 1985, foi na terceira etapa em San Marino, com Angelis.
Naquele ano, o carro traiu Senna por seis vezes e tirou seu companheiro em outras três, mas mesmo assim, a John Player Team Lotus terminou o ano em quarto lugar no ranking de construtores.
| Ano  | Chassi | Motor                 | Pneus | N° | Pilotos         | 1   | 2   | 3   | 4   | 5   | 6   | 7   | 8   | 9   | 10  | 11  | 12  | 13  | 14  | 15  | 16  | Pontos | Posição |  |
| ---- | ------ | --------------------- | ----- | -- | --------------- | --- | --- | --- | --- | --- | --- | --- | --- | --- | --- | --- | --- | --- | --- | --- | --- | ------ | ------- |  |
|      |        |                       |       |    |                 |     |     |     |     |     |     |     |     |     |     |     |     |     |     |     |     |        |         |  |
|      |        |                       |       |    |                 | BRA | POR | SMR | MON | CAN | USE | FRA | GBR | GER | AUT | NED | ITA | BEL | EUR | RSA | AUS |        |         |  |
| 1985 | 97T    | Renault EF4B V6 Turbo | G     | 11 | Elio de Angelis | 3   | 4   | 1   | 3   | 5   | 5   | 5   | NC  | Ret | 5   | 5   | 6   | Ret | 5   | Ret | DSQ | 71     | 4°      |  |
| 1985 | 97T    | Renault EF4B V6 Turbo | G     | 12 | Ayrton Senna    | Ret | 1   | 7   | Ret | 16  | Ret | Ret | 10  | Ret | 2   | 3   | 3   | 1   | 2   | Ret | Ret | 71     | 4°      |  |